# Alejandro Alfaro
Alejandro Alfaro Ligero (ur. 23 listopada 1986 w La Palma del Condado) – hiszpański piłkarz występujący na pozycji napastnika w Córdoba CF, dokąd trafił w 2016 roku z Realu Valladolid. Wcześniej grał w Sevilla Atlético